# Stefanie Meister
Stefanie Meister (* 10. März 1996) ist eine Schweizer Unihockeyspielerin, welche beim Nationalliga-B-Verein UH Red Lions Frauenfeld unter Vertrag steht.

## Karriere
Meister stammt aus dem Nachwuchs der Red Ants Rychenberg Winterthur, wo sie nach einer Saison in der zweiten Mannschaft auch in der ersten Mannschaft debütierte. Nach einer Saison und einem Scorerpunkt verlängerte der Verein den Vertrag mit Meister nicht.
Daraufhin wechselte Meister 2019 zum Ligakonkurrenten UH Red Lions Frauenfeld.